# 江尾町
江尾町（えびちょう）は、鳥取県日野郡にあった町。現在の日野郡江府町の一部にあたる。

## 地理
日野川の中流域に位置していた。
- 河川：船谷川[2]、三谷川[3]、小江尾川[4]

## 歴史
- 1874年（明治7年）江尾郵便取扱所開設[2]
- 1889年（明治22年）10月1日、町村制の施行により、日野郡江尾宿、小江尾村、久連村、佐川村、柿原村が合併して村制施行し、江尾村が発足[1][2]。旧村名を継承した江尾宿、小江尾、久連、佐川、柿原の5大字を編成[2]。
- 1931年（昭和6年）山陰電機川平発電所完成[5]
- 1947年（昭和22年）10月1日、町制施行し江尾町となる[1][2]。
- 1953年（昭和28年）6月1日、日野郡神奈川村、米沢村と合併し、江府町を新設して廃止された[1][2]。合併後、江府町大字江尾・小江尾・久連・佐川・柿原となる[2]。

### 地名の由来
日野川が隣接の小江尾を軸にして北へ変わる大湾曲部にあり、海老に似た地形から。

## 産業
- 農業、養蚕[2]

## 交通

### 鉄道
- 1922年（大正11年）鉄道省北伯備線（現伯備線）米子 - 江尾間開通し江尾駅開設[2]。

### 橋梁
- 1930年（昭和5年）大字久連で渡船を廃止し日野川に木橋を架橋[5]。

## 教育
- 1873年（明治6年）江尾小学校開校[2]。

## 名所・旧跡
- 江美城[2]